# Thasana Chamsa-ad
Thasana Chamsa-ad (thailändisch ทัศนา แช่มสะอาด, * 21. November 1982 in Ratchaburi) ist ein ehemaliger thailändischer Fußballspieler.

## Karriere
Thasana Chamsa-ad stand von 2008 bis 2011 beim BEC Tero Sasana FC unter Vertrag. Der Verein aus der thailändischen Hauptstadt Bangkok spielte in der höchsten Liga des Landes, der Thai Premier League. Die Saison 2012 spielte er für den Ligakonkurrenten Thailand Tobacco Monopoly FC. Am Ende der Saison musste er mit TTM in die zweite Liga absteigen. Nach dem Abstieg verließ er den Verein und schloss sich dem Erstligisten Bangkok Glass an. Bis Mitte 2014 absolvierte er für BG ein Erstligaspiel. Nach der Hinserie wechselte er Mitte 2014 zum Erstligisten Air Force Central. Nach sechs Erstligaspielen musste er mit dem Klub Ende 2014 in die zweite Liga absteigen. Saraburi FC, ein Erstligist aus Saraburi, nahm ihn die Saison 2015 unter Vertrag. Ende der Saison wurde der Verein aufgelöst. Für Saraburi absolvierte er 23 Erstligaspiele. Anfang 2016 beendete er seine Karriere als Fußballspieler.

## Erfolge
- Thailändischer Pokalfinalist: 2013